# Andrena rufosignata
Andrena rufosignata là một loài Hymenoptera trong họ Andrenidae. Loài này được Cockerell mô tả khoa học năm 1902.